# هنک لوبردینگ
هنک لوبردینگ (هلندی: Henk Lubberding؛ زادهٔ ۴ اوت ۱۹۵۳) دوچرخه‌سوار اهل هلند است.
از باشگاه‌هایی که در آن رکاب زده‌است می‌توان به تی‌آی-رالی اشاره کرد.